# Vicente Marco Moreno
Vicente Marco Moreno (Onda, 26 d'agost de 1964) fou un polític valencià, diputat a les Corts Valencianes durant la II Legislatura.
Estudiant de dret, a començament de la dècada de 1980 fou president de Nuevas Generaciones de la província de Castelló i vocal del comitè executiu provincial castellonenc d'Alianza Popular. Fou elegit diputat a les eleccions a les Corts Valencianes de 1987 i fou vicepresident de la Comissió d'Indústria, Comerç i Turisme de les Corts Valencianes (1987-1991).
No es va presentar a la reelecció i actualment exerceix com a advocat a Onda.